# بيتر كون
بيتر كون (بالمجرية: Kun Péter)‏ هو فنان مجري، ولد في 29 أكتوبر 1967 في Pusztaszabolcs ‏ في المجر، وتوفي في 10 يوليو 1993 بسبب حادث مرور.

## وصلات خارجية
- الموقع الرسمي